# Districte de Purnia
El districte de Purnia o districte de Purnea és una divisió administrativa de l'estat de Bihar a la divisió de Purnia. La capital és la ciutat de Purnea o Purnia. La superfície és de 3.229 km² i la població d'1.878.885 habitants (cens del 2001).

## Administració
En total hi havia una municipalitat (Purnia) i Àrea Urbana (Purnia), dos NACs (Banmankhi i Kasba), 251 Gram panchayats i 1.281 pobles. Està constituït per dues subdivisions (Purnia i Dhumdaha) i 14 blocs (blocks) de desenvolupament rural:
- East Purnea o Purnia East
- Krityanand Nagar
- Banmankhi
- Kaswa o Kasba
- Amaur o Amour
- Bainsi
- Baisa o Baisee
- Dhamdaha
- Barhara Kothi
- Rupauli o Rupouli
- Bhawanipur
- Jalalgarh
- Dagarua
- Srinagar

## Història

### Antiguitat
Tradicionalment el riu Mahananda era considerat el límit de la colonització ària i la història del districte comença amb les lluites entre els habitants locals i els invasors occidentals. Segons el Mahabharata el Mahananda formava el límit entre el regne d'Anga a l'oest i Pundra o Paundravardhana (el país dels pods amb capital a Mahastan) al districte de Bogra. En temps de Buda al segle vi aC el territori va passar a 
Bimbisara, rei de Magadha i sembla que ja no va recuperar la independència; en endavant la seva història va lligada a l'imperi de Magadha i després als guptes que amb Samudragupta (vers 340) es van estendre cap a Kamarupa (Assam) i Samatata (Bengala Oriental); l'imperi gupta fou destruït per la invasió dels huns heftalites i Purnia va passar a mans de Baladitya, rei de Magadha, que estava aliat a altres reis entre els quals Yasadharman de l'Índia central; els aliats van derrotar i capturar al rei Mihirakula. Més tard aquest rei va matar el fill de Vajra i net de Baladitya i va extingir la casa reial dels Duttess de Pundravardhana. Butivarman de Kamarupa possiblement va liquidar als guptes a la regió de Pundra-Vardhana al segle vi. Un relat sobre aquesta regió es troba en les notes del pelegri xinès Hiuen Tsian (Yuan-Chwang), que la va visitar el 640.

### Edat mitjana
A l'inici del segle VII sembla que la zona estava sota control de Sasanka, rei d'Aauda (que dominava Bihar i Bengala central), hinduista i enemic dels budistes, que va destruir l'arbre sagrat de Bodh Gaya i va trencar la pedra on estaven marcades les petjades de Buda a Pataliputra, i va perseguir als monjos budistes fins al Nepal. Harsha, l'emperador budista del segle VII (606-647), va combatre a Sasanka, i el 620 el va derrotar; a la mort d'Harsa el 647 el seu imperi es va desmembrar i Purnia va passar probablement a Magadha on regnava Adityasena.
Al segle ix va governar a Pundra i Anga la dinastia Pala i segurament d'aquest període és el monòlit trobat a la factoria de Darara a l'oest del districte. Al començament del segle xiii la part sud del districte britànic (el que avui és el districte de Purnia) hauria format part dels dominis de Lakshman Sena que tenia capital a Nadia, fins que fou conquerit per Muhammad-i-Bakhtyar Khilji al final del segle xii.

### Imperi Mogol
Al segle xvi fou part de l'Imperi Mogol formant un districte perifèric (Sankar Tejpur dins la suba de Bengala), del qual els ingressos es gastaven protegint la zona dels atacs de les tribus salvatges del nord i est. Al començar el segle xvii va ser nomenat un fawjdar o governador militar amb títol de nawab, reunint en la seva persona els deures militars de protecció de la frontera i el dret de recaptació; en aquest temps el punt més al nord de la frontera era a Jalalgarh a pocs quilòmetres al nord de la ciutat de Purnia; el primer fawjdar foi Ostwal Khan. Des de 1722 el territori fou governat pel nawab Saif Khan, el més gran dels nawabs locals, que va estendre el territori pels quatre costats i va expulsar els nepalesos a 50 km al nord, a la moderna frontera, conquerint la pargana de Dharampur a l'oest del Kosi, quedant inclosa al sarkar de Monghyr. Un dels seus successors, Shaukat Jang, cosí de Sraj al-Daula, es va guanyar l'enemistat dels que havien servit a l'anterior nawab i l'odi del poble; entre els seus partidaris hi havia el futur nawab Mir Jafar Khan que va anar a Purnia i va donar informes de mala administració de Siraj, i va demanar a Shaukat de marxar a Murshidabad i prendre el poder, cosa que de fet Sgaukat desitjava. Va esclatar la guerra però Siraj al-Daula, envalentit després de la conquesta de Calcuta i la tragedia del Forat Negre, va marxar ràpidament a Purnia (1757) per anticipar-se a l'atac i va obtenir una notable victòria a Nawabganj en part per la incapacitat de Shaukat Khan, que va morir a la lluita després de només 9 mesos al poder. Siraj va entrar a Purnia dos dies després; es van nomenar governadors militars provisionals

### Nawabs de Purnia
- Ostwal Khan vers 1680-?
- Abdulla Khan
- Babhaniyar Khan ?- 1722
- Saif Khan 1722- 1740? (governava encara el 1738)
- Sayyid Ahmad (gendre d'Ali Werdi Khan de Bengala) 1740?-1756
- Shaukat Jang (cosí de Siraj al-Daula de Bengala) 1756-1757
- Governadors militars 1757-1765
- Muhammad Ali Khan 1765-1770

### Domini britànic
El 1765 el diwan (govern) de Bengala, Bihar i d'Orissa (aquest en part nominalment) fou cedit als britànics però va restar en estat de descontrol fins al 1770 quan fou nomenat un oficial anglès (Ducarrel) com a superintendent que va substituir al governador local Muhammad Ali Khan. En aquest any 1770 una gran fam va afectar el territori i més d'un terç dels habitants van morir (no hi va haver altres grans fams però si diverses escassetats). El districte inicial va quedar reduït per la formació (amb territoris d'aquest i altres districtes) del districte de Malda (1813) i posteriorment per consolidar el districte de Bhagalpur a la frontera occidental.
El 1857, durant el motí, dos partides d'amotinats van entrar a Purnia però foren expulsats cap al Nepal per l'acció del comissionat George Yule, abans de poder fer res.
El districte fou part de la divisió de Bhagalpur de Bengala. La població era:
- 1872: 1.714.995
- 1881: 1.849.073
- 1891: 1.944.658
- 1901: 1.874.794 (baixada causa per epidemies de colera el 1891 i 1900)
- 1951: 2.525.231

Administrativament estava format per tres subdivisions:
- Purnea
- Araria
- Kishanganj

La subdivisió de Purnea tenia una superfície de 6.659 km² i la població el 1901 de 838.333 habitants. Ciutats principals eren Purnea i Katihar; els mercats eren aquestes dues, Kasba, Phulbaria, Ichamati i Barsoi i la població de Karagola on es feia una fira. Hi havia 1.528 pobles.
Les ciutats principals del districte eren Purnea (capital del districte i de la subdivisió del seu nom amb 14.007 habitants el 1901), Kishanganj i Katihar (enllaç ferroviari). La llengua principal a l'est del Mahananda era el bengalí i a l'oest el bihari; segons el cens del 1901 els parlants de bengalí només eren el 5% però això sembla poc probable i podrien ser un terç. A l'est del mateix riu la religió era l'islam (dos terços) i a l'oest l'hinduisme (dos terços tanmateix); el total els hindús eren el 57,6% i els musulmans el 43,3%. Les castes principals eren els ahirs, els goales i els gangais o ganeshs. El 71% de la població vivia de l'agricultura i el 12% de la indústria (el comerç només afectava al 0,5%).
El 1912 es va formar la província de Bihar i Orissa i el 1936 la de Bihar. El districte formava la part submontanyosa anomenada North Bihar entre el Ganges i el Nepal però la major part del terreny era pla destacant entre les muntanyes la de Manihari al sud, derivada de Chhota Nagpur. El riu Kosi formava el límit oriental de la subprovíncia o comissionariat de Bihar, i encara que la part oriental era de població bengalina va quedar inclosa a Bihar i Orissa el 1912 i a Bihar el 1936, igual que la resta de la divisió de Bhagalpur. Els rius principals a més del Kosi, són tots tributaris del Ganges destacant el Mahananda, el Panar (del que se separen el Monain i el Bhisna), el Saura, i el Kankai. Mahatma Gandhi va visitar el districte el 1929, i es va entrevbistar amb el raja de Nazargunj fent mítings a Kisahnganj, Bishnupur, Araria i Purnia (ciutat).

### El districte dins l'Índia independent
Fins al 1951 la superfície era propera als 13.000 km² (12.934 km² el 1901 i 12.784 km² el 1951). El 1951 quan tenia 2.525.231 habitants, es va separar el districte de Katihar quedant reduït el districte a 7.943 km². El 1990 es van separar dos nous districtes: el districte d'Araria i el districte de Kishanganj, quedant reduït (després d'uns ajustos) als 3.229 km² actuals.

## Arqueologia
- Fort de Benugarh
- Fort d'Asurgarh
- Fort de Darara
- Fort de Sikligarh
- Fort de Jalalgarh